# بولونيز العدس
بولونيز العدس هو وصفة خفيفة وسهلة التحضير. تتكوّن من العدس، الجزر، البصل، الثوم، البندورة، الفلفل، زيت الزيتون، عصير البندورة، مرق الخضار، الكرفس، المردقوش، الكمون، الكركم، الفلفل الأسود والملح.
تحتوي وجبة بولونيز العدس (220غ تقريباً) على المعلومات الغذائية التالية:
- سعرات حرارية: 163
- دهون: 7
- دهون مشبعة: 1
- كوليسترول: 0
- كربوهيدرات: 20
- بروتينات: 6

## وصلات خارجية
وصفة بولونيز العدس مع معلوماتها الغذائية